# Jonathan Smith (programador)
Jonathan 'Joffa' Smith (1 de febrero de 1967-26 de junio de 2010) fue un programador de videojuegos británico, famoso por sus creaciones para el ZX Spectrum. Sus juegos fueron conocidos por contener un gran número de sprites y scroll parallax, aspectos poco conocidos en el Spectrum en esos tiempos.
Sus juegos más famosos incluyen Cobra' (uno de los primeros juegos de Spectrum con scroll parallax) y su conversión aclamada por la crítica del arcade Green Beret.
Un rasgo personal de sus juegos era la costumbre de escribir su nombre al revés.

## Lanzamientos notables
| Pud Pud                    | Ocean Software Ltd    | 1984 |
| Kong Strikes Back!         | Ocean Software Ltd    | 1984 |
| Hyper Sports               | Imagine Software Ltd  | 1985 |
| Daley Thompson's Supertest | Ocean Software Ltd    | 1985 |
| Mikie                      | Imagine Software Ltd  | 1986 |
| Green Beret                | Imagine Software Ltd  | 1986 |
| Cobra                      | Ocean Software Ltd    | 1986 |
| Terra Cresta               | Imagine Software Ltd  | 1986 |
| Hysteria                   | Software Projects Ltd | 1987 |
| Firefly                    | Ocean Software Ltd    | 1988 |
| Hyper Active               | Sinclair User         | 1988 |
| Batman: The Caped Crusader | Ocean Software Ltd    | 1988 |